# Balleza
Balleza è una municipalità di Chihuahua, nel Messico settentrionale, il cui capoluogo è la località omonima.
Conta 17.672 abitanti (2010) e ha una estensione di 5.376,10 km².
Il paese deve il suo nome a Mariano Balleza, eroe della guerra d'indipendenza del Messico.